# 馮偉
馮偉（16世紀—17世紀），字俊卿，號魯宗，浙江湖州府長興縣人，明朝政治人物。

## 生平
萬曆二十二年（1594年）甲午科順天鄉試第二名舉人，次年（1595年）聯捷乙未科會試第二十七名，廷試三甲第一百六十一名進士，刑部觀政，二十四年四月獲授南京大理寺評事，二十七年升右寺正，執法公正不避權貴，二十八年轉為南京刑部貴州司郎中，多次平反冤獄。二十九年外任河間知府，任內曾捐出俸祿賑災和開墾荒地，府內居民為其建立專祠，又拒絕閹黨暗中支持。三十三年十月升廣東副使、嶺表道，三十五年正月考察不及。改萊州府知府，四十年八月升江西湖東道副使，在各地都有善政，不久致仕回鄉，卒祀鄉賢祠。

## 家族
曾祖馮章。祖馮禄。父馮時隆。母敖氏。具庆下。娶钟氏，子馮應明。

## 引用
1. 1 2  同治《長興縣志·卷二十三上·人物》：馮偉，字晉卿，號宗魯，萬厯二十三年進士。授大理寺評事，執法不避權貴，轉刑部主事，多所平反。出為河間知府，捐俸賑饑墾荒成熟，一郡賴之，立專祠；時閹寺有欲為之奧援，峻拒之。調嶺表，改東萊，擢江右湖東道副使，所至黜墨吏、抗權奸、除耗羨，皆有善政，尋致仕歸，敦宗睦族，增廣義田，祀鄉賢。 胡、府志
2. ↑  《萬曆二十三年乙未科進士同年序齒錄》
3. ↑  同治《長興縣志·卷二十·選舉》：萬厯…… 二十二年甲午科。 …… 馮偉 〔譚志〕云順天中式，進士。